# Liriomyza braziliensis
Liriomyza braziliensis är en tvåvingeart som beskrevs av Frost 1939. Liriomyza braziliensis ingår i släktet Liriomyza och familjen minerarflugor. Inga underarter finns listade i Catalogue of Life.